# Acuerdo de Wanfried
El Acuerdo de Wanfried (en alemán: Wanfrieder Abkommen) se refiere a la transferencia de territorio entre las zonas ocupadas de los Estados Unidos y de la Unión Soviética tras la Segunda Guerra Mundial en Hesse, Alemania, que tuvo lugar después de que fuese finalmente definida la principal frontera interalemana a finales de julio de 1945.

## El acuerdo
Una línea de ferrocarril que discurría por la zona norteamericana entre las ciudades de Bremen, Hannover y Bebra cruzaba una pequeña porción (aprox. 3 km. / 2 millas) de la zona soviética cerca de Neuseesen y Werleshausen (Thuringia). Esta situación causaba cortes del tráfico de la línea, que era importante para los USA como enlace entre su zona ocupada en Alemania del sur y un pequeño enclave controlado por los Estados Unidos en el puerto del Mar del Norte en Bremerhaven. 
El 17 de septiembre de 1945 se firmó un acuerdo en la ciudad de Wanfried entre las autoridades norteamericanas y soviéticas que desplazó la frontera para resolver el problema. Después de cerrar el acuerdo, los oficiales que participaron en él intercambiaron botellas de whisky y vodka, y desde entonces esa línea de ferrocarril fue conocida en broma como la "Whisky-Wodka-Linie" (en alemán).
El Brigadier General W.T. Sexton del ejército de los Estados Unidos firmó el acuerdo de Wanfried por parte de los USA, mientras que el teniente general V.S. Askepalov firmó por parte de la Unión Soviética.
Los pueblos Hesianos de Asbach-Sickenberg, Vatterode, y Weidenbach/Hennigerode (Kreis Witzenhausen) con 429 habitantes y 7,61 km² de territorio pasaron a la zona soviética. Los pueblos Neuseesen y Werlesausen, con 560 habitantes y 8,45 km² en la comarca de Eichsfeld fueron transferidos a la zona norteamericana. 
Aunque más tarde tuvieron lugar otros pequeños intercambios en la frontera interalemana, sólo el Acuerdo de Wanfried tuvo el estatus de tratado entre los Poderes ocupantes, y se considera que estuvo en pie de igualdad con el Acuerdo de Potsdam.